# Puente Nuevo
Puente Nuevo är en ort i Mexiko.   Den ligger i kommunen Manuel Doblado och delstaten Guanajuato, i den centrala delen av landet, 300 km väster om huvudstaden Mexico City. Puente Nuevo ligger 1 722 meter över havet och antalet invånare är 117.
Terrängen runt Puente Nuevo är platt åt nordost, men åt sydväst är den kuperad. Runt Puente Nuevo är det ganska glesbefolkat, med 45 invånare per kvadratkilometer. Närmaste större samhälle är Ciudad Manuel Doblado, 3,1 km väster om Puente Nuevo. Trakten runt Puente Nuevo består till största delen av jordbruksmark.